# Robert Satcher
Robert Lee Satcher Jr., född 22 september 1965, är en amerikansk astronaut. Han blev uttagen till NASA:s astronautklass år 2004.

## Familjeliv
Gift med D'Juanna White och har ett barn tillsammans.

## Karriär
BSc i kemiteknik vid MIT, 1986.
PhD i kemiteknik vid MIT, 1993.
MD vid Harvard Medical School, Health Sciences and Technology Division, 1994.

## Rymdfärder
- Atlantis - STS-129